# Oumayma Meherzi
 (septembre 2023).
Oumayma Meherzi (arabe : أميمة المحرزي) est une actrice tunisienne, notamment connue pour son rôle de Maram Ben Salem dans la série télévisée Naouret El Hawa. Elle est la fille du comédien et dramaturge Abdelaziz Meherzi.

## Télévision

### Séries
- 2013 : Zawja El Khamsa de Habib Mselmani et Jamel Eddine Khelif : Daâd Abdelmajed
- 2014-2015 : Naouret El Hawa de Madih Belaïd : Maram Ben Salem
- 2016-2017 : Flashback de Mourad Ben Cheikh
- 2021-2022 : Harga (ar) de Lassaad Oueslati
- 2024 :
  - Pharmacie d'Amine Beldi
  - Beb Rezk de Heifel Ben Youssef : Mariem

### Téléfilms
- 2004 : Tin El Jebel d'Ali Mansour

### Vidéos
- 2015 : spot promotionnel pour l'association Tunespoir, réalisé par Madih Belaïd[1]

## Théâtre
- 2010 : Ghouroub d'Abdelaziz Meherzi
- 2015 : MRAJel, œuvre inspirée de La Cage aux folles, mise en scène par Brice Tripard[2]
- 2015 : Dhalamouni Habaybi, mise en scène d'Abdelaziz Meherzi[3]